# Esperto assistenza al volo
L'esperto assistenza al volo (E.A.V.) rappresenta una figura professionale molto articolata impiegata dall'ENAV nei seguenti enti dei Servizi del traffico aereo (enti ATS) e uffici aziendali: 
1. ATS Reporting Office (A.R.O.) - Ente ATS
2. Aerodrome Flight Information Service (AFIS) - Ente ATS
3. Stazione meteorologica - Ente ATS
4. NOTAM Office (NOF) - Ente AIS
5. Reparto Cartografia
6. ANS Basic Courses Training Center

## A.R.O.
In ambito A.R.O.-C.B.O. (Centrale Briefing Office) i compiti assegnati all'E.A.V. vanno dall'osservazione all'informazione meteorologica - Briefing meteo ai piloti (su richiesta); preparazione dei Folder Meteo e PIB (Pre flight Information Bulletin). L'osservazione meteo consiste nell'emissione oraria o semioraria di messaggi quali METAR e MET-Report e di messaggi speciali (qualora ne sussistano le condizioni) quali Speci e Special; laddove previsto, anche il SYNOP. Tali messaggi vengono emessi in seguito all'osservazione delle condizioni meteorologiche presenti all'orario previsto, sul campo e nelle sue vicinanze (fenomeni meteo significativi, copertura e base delle nubi)e al rilevamento di alcuni valori strumentali (direzione e velocità del vento, temperatura al suolo e temperatura di rugiada, pressione-QNH). Oltre alla funzione meteo, in ambito A.R.O. l'E.A.V. gestisce i piani di volo (FPL) che l'utenza presenta, e ne verifica la completezza e la correttezza. A completare le mansioni svolte dall'E.A.V. in ambito A.R.O. vi è la gestione delle informazioni aeronautiche che vengono fornite ai piloti tramite la lettura e/o la consegna di copie di messaggi quali NOTAM, circolari (AIC) e informazioni AIP.
L'A.R.O.- C.B.O. è collegato telefonicamente, attraverso una linea diretta dedicata, con la torre di controllo (TWR) e con l'Approach (APP), per il coordinamento e la gestione di tutte le informazioni utili riguardanti i voli, in special modo per i VFR.
Gli EAV impiegati presso ARO-CBO di Roma forniscono inoltre anche servizio di Operational Support Desk per D-Flight.

## AFIS
In ambito AFIS, l'E.A.V., oltre ad espletare tutto ciò che è previsto per l'ARO, fornisce Informazioni di Traffico, Informazioni Meteorologiche, Informazioni legate alla sicurezza per la movimentazione degli aeromobili al suolo e nel circuito di traffico aeroportuale attraverso una frequenza radio dedicata. L'AFIS è paragonabile ad una TWR, mentre la differenza consiste nel fatto che in una TWR ove lavorano i controllori del traffico aereo vengono rilasciate oltre alle informazioni anche autorizzazioni per il decollo, l'atterraggio, l'attraversamento dello spazio aereo di pertinenza, il rullaggio ecc., mentre nella TWR-AFIS si rilasciano esclusivamente informazioni di Traffico tali da rendere sicuro il decollo, l'atterraggio, il rullaggio e la movimentazione nell'area di manovra degli aeromobili.

## Stazione meteo
Laddove, come Milano Linate, la funzione Stazione Meteorologica non è accorpata presso l'A.R.O. ma separata e posta presso un edificio situato secondo le specifiche OMM (vicino alla pista/e strumentali), il servizio viene svolto da un team di E.A.V. che operano solo in ambito meteo, seguendo costantemente l'evoluzione del tempo meteorologico, emettendo specifici messaggi che saranno, automaticamente, inviati in tutto il mondo aeronautico (vedi messaggistica ARO)

## N.O.F.
Il NOF, NOTAM Office, è un ufficio centrale dedicato all'Informazione Aeronautica: in questo sito - Ente ATS - vengono raccolte, elaborate e distribuite tutte le informazioni, nazionali e internazionali, che riguardano la sicurezza del volo sia al suolo che in rotta. Es. restrizioni dello spazio aereo, esercitazioni a fuoco in poligoni, lavori in corso su piste o ai bordi delle medesime, efficienza delle radioassistenze (RDO), efficienza degli aerodromi ecc.

## Reparto Cartografia
Per quanto riguarda il Reparto Cartografia, l'E.A.V. lavora assieme ai controllori del traffico aereo nella realizzazione e/o nell'aggiornamento di tutte le carte aeronautiche interessanti il volo, che poi vengono diffuse attraverso pubblicazioni dedicate - AIP, Circolari, varianti; le carte aeronautiche sono parte integrante dell'informazione aeronautica.

## A.N.S.
In ultima analisi, l'E.A.V., assieme ai controllori del traffico aereo, è impiegato presso il Centro di Formazione Basica (ANS Basic Training Center) come istruttore nelle materie di pertinenza: meteorologia, informazioni aeronautica (A.I.S.); gestione piani di volo e ATFCM, procedure di gestione dei voli in ambito EUROCONTROL.